# Liga Premier de Bielorrusia 2022
La Liga Premier de Bielorrusia 2022 fue la 32.ª edición de la Liga Premier de Bielorrusia. La temporada comenzó el 18 de marzo de 2022 y terminó el 12 de noviembre del mismo.
El Shakhtyor Soligorsk había ganado la liga, pero por amaño de partidos, la Federación de Bielorrusia de Fútbol le quitó su título de liga.

## Formato de competición
Los dieciséis equipos participantes jugaron entre sí todos contra todos dos veces totalizando 30 partidos cada uno, al término de la fecha 30 el primer clasificado se coronó campeón y obtuvieron un cupo para la primera ronda de la Liga de Campeones 2023-24, mientras que el segundo y tercer clasificado obtuvieron un cupo para la primera ronda de la Liga Europa Conferencia 2023-24; por otro lado los dos últimos clasificados descendieron a la Primera Liga de Bielorrusia 2023.
Un tercer cupo para la segunda ronda de la Liga Europa Conferencia 2023-24 será asignado al campeón de la Copa de Bielorrusia. 

## Ascensos y descensos
Los dos últimos equipos de la temporada 2021, Smorgon y el Sputnik Rechitsa fueron relegados a la Primera Liga de Bielorrusia de 2022, tras solo una temporada en la máxima categoría. Fueron reemplazados por el Arsenal Dzerzhinsk campeón de la Primera Liga Bielorrusa 2021, que debutó en la máxima categoría por primera vez en su historia, y el Belshyna Babruisk que regresó tras descender en la temporada 2020.
El 28 de febrero de 2022 el Rukh Brest se retiró de la liga, citando problemas financieros causados por las sanciones internacionales contra el propietario del club, Alexander Zaytsev, y una empresa rusa no revelada que es copropietaria del club. El club fue remplazado por el Dnepr Mogilev, quien regresó después de descender en la temporada 2018.
| Pos. | Descendidos de la Liga Premier de Bielorrusia 2021 |
| ---- | -------------------------------------------------- |
| 5.º  | Rukh Brest                                         |
| 15.º | Smorgon                                            |
| 16.º | Sputnik Rechitsa                                   |

| Pos. | Ascendidos de la Primera Liga de Bielorrusia 2021 |
| ---- | ------------------------------------------------- |
| 1.º  | Arsenal Dzerzhinsk                                |
| 2.º  | Belshyna                                          |
| 5.º  | Dnepr Mogilev                                     |

## Información de los equipos
| Club                | Ciudad      | Estadio                    | Capacidad |
| ------------------- | ----------- | -------------------------- | --------- |
| Arsenal Dzerzhinsk  | Dzyarzhynsk | City Stadium (Dzyarzhynsk) | 1,000     |
| BATE Borísov        | Borisov     | Borisov Arena              | 13,126    |
| Belshyna Babruis    | Bobruisk    | Estadio Spartak (Bobruisk) | 3,700     |
| Dinamo Brest        | Brest       | OSK Brestsky               | 10,169    |
| Dinamo Minsk        | Minsk       | Estadio Dinamo (Minsk)     | 22,246    |
| Dnepr Mogilev       | Maguilov    | Estadio Spartak (Maguilov) | 7,350     |
| Energetik-BGU       | Minsk       | Estadio FC Minsk           | 3,000     |
| Gomel               | Gómel       | Estadio Central (Gomel)    | 14,000    |
| Isloch Minsk Raion  | Minsk       | Estadio FC Minsk           | 3,000     |
| Minsk               | Minsk       | Estadio FC Minsk           | 3,000     |
| Neman Grodno        | Grodno      | Estadio Neman              | 8,500     |
| Shakhtyor Soligorsk | Soligorsk   | Estadio Stroitel           | 4,200     |
| Slavia Mozyr        | Mozyr       | Estadio Yunost (Mozyr)     | 5,133     |
| Slutsk              | Slutsk      | City Stadium (Slutsk)      | 1,896     |
| Torpedo Zhodino     | Zhodino     | Estadio Torpedo (Zhodino)  | 6,524     |
| Vitebsk             | Vitebsk     | Vitebsky CSK               | 8,300     |

## Tabla de posiciones
| Pos. | Equipo                  | Pts. | PJ | G  | E  | P  | GF | GC | Dif. | Clasificación 2023-24                          |
| ---- | ----------------------- | ---- | -- | -- | -- | -- | -- | -- | ---- | ---------------------------------------------- |
| 1    | Shakhtyor Soligorsk (C) | 65   | 30 | 20 | 5  | 5  | 55 | 17 | +38  |                                                |
| 2    | Energetik-BGU           | 60   | 30 | 18 | 6  | 6  | 50 | 27 | +23  |                                                |
| 3    | BATE Borísov            | 59   | 30 | 16 | 11 | 3  | 51 | 21 | +30  | Primera ronda de la Liga de Campeones          |
| 4    | Dinamo Minsk            | 59   | 30 | 16 | 11 | 3  | 50 | 25 | +25  | Segunda ronda de la Liga de Conferencia Europa |
| 5    | Isloch Minsk Raion      | 54   | 30 | 16 | 6  | 8  | 51 | 33 | +18  |                                                |
| 6    | Minsk                   | 44   | 30 | 12 | 8  | 10 | 47 | 43 | +4   |                                                |
| 7    | Torpedo Zhodino         | 43   | 30 | 11 | 10 | 9  | 35 | 33 | +2   |                                                |
| 8    | Gomel                   | 43   | 30 | 12 | 7  | 11 | 36 | 37 | −1   |                                                |
| 9    | Neman Grodno            | 40   | 30 | 9  | 13 | 8  | 39 | 36 | +3   | Segunda ronda de la Liga de Conferencia Europa |
| 10   | Slavia Mozyr            | 37   | 30 | 10 | 7  | 13 | 42 | 46 | −4   |                                                |
| 11   | Slutsk                  | 32   | 30 | 7  | 11 | 12 | 26 | 41 | −15  |                                                |
| 12   | Belshyna Babruisk       | 30   | 30 | 6  | 12 | 12 | 37 | 50 | −13  |                                                |
| 13   | Dinamo Brest            | 27   | 30 | 5  | 12 | 13 | 29 | 43 | −14  |                                                |
| 14   | Arsenal Dzerzhinsk (D)  | 23   | 30 | 5  | 8  | 17 | 18 | 42 | −24  | Play-offs de descenso                          |
| 15   | Vitebsk (D)             | 22   | 30 | 4  | 10 | 16 | 28 | 49 | −21  | Descenso a Primera Liga de Bielorrusia 2023    |
| 16   | Dnepr Mogilev (D)       | 12   | 30 | 3  | 3  | 24 | 21 | 75 | −54  | Descenso a Primera Liga de Bielorrusia 2023    |

 Fuente: Soccerway
Criterios de clasificación: 1) Puntos; 2) puntos entre sí; 3) diferencia de goles entre sí; 4) Goles marcados en los duelos entre sí; 5) Diferencia de Goles 6) Partidos ganados; 7) Goles.
Notas:
1. 1 2 3  El campeón Shakhtyor Soligorsk y el subcampeón Energetik-BGU de la Liga Premier de Bielorrusia 2022, fueron declarados culpables de amaño de partidos por la Federación Bielorrusa de Fútbol y se les negaron las licencias de la UEFA. Al Isloch Minsk quinto clasificado, también se le negó una licencia de la UEFA debido a su participación en otro escándalo de amaño de partidos. Los equipos sexto y séptimo clasificados, Minsk y Gomel, no solicitaron licencias de la UEFA. Como Torpedo Zhodino, octavo clasificado, ya se había clasificado para la segunda ronda de clasificación como campeones de copa, la plaza de la Europa Conference League reservada para el equipo habitual en tercer lugar pasó al equipo mejor clasificado al que se le otorgó una licencia de la UEFA, Neman Grodno, que terminó noveno.

## Promoción por la permanencia
El equipo que finalizó en el puesto 14 de esta temporada jugó un play-off por la permanencia contra el equipo ubicado en tercer lugar de la Primera Liga de Bielorrusia 2022 por un lugar en la Premier League de 2023.
| Equipo 1           | Agr. | Equipo 2 | Ida | Vuelta |
| ------------------ | ---- | -------- | --- | ------ |
| Arsenal Dzerzhinsk | 4–5  | Rogachev | 3–2 | 1–3    |

| Ida; 16 de noviembre | Arsenal Dzerzhinsk                                 | 3 – 2   | Rogachev                | Estadio Gorodeya, Haradzeya |                             |
| 18:00 (UTC+3)        | - Senko 13' - Guletskiy 45' (pen.) - Rassadkin 85' | Reporte | Kortsov 54', 89' (pen.) | Árbitro(s): Viktor Shimusik | Árbitro(s): Viktor Shimusik |

| Vuelta; 20 de noviembre | Rogachev                                  | 3 – 1 (Global 5 – 4) | Arsenal Dzerzhinsk | Stadyen DYuSSh-1, Rahachóu   |                              |
| 13:00 (UTC+3)           | - Kortsov 6' - Bruy 61' - Trachinskiy 73' | Reporte              | Senko 53'          | Árbitro(s): Sergey Krasnikov | Árbitro(s): Sergey Krasnikov |

Rogachev ganó 5–4 en el marcador global y ascendió a la Liga Premier de Bielorrusia, Arsenal Dzerzhinsk descendió a la Primera Liga de Bielorrusia.

## Goleadores
| Rank | Jugador                 | Club               | Goles |
| ---- | ----------------------- | ------------------ | ----- |
| 1    | Bobur Abdikholikov      | Energetik-BGU      | 26    |
| 2    | Uladzimir Khvashchynski | Minsk              | 20    |
| 3    | Ivan Bakhar             | Dinamo Minsk       | 11    |
| 4    | Stanislaw Drahun        | BATE Borísov       | 10    |
| 4    | Gleb Zherdev            | Slavia Mozyr       | 10    |
| 4    | Daniel Sosah            | Isloch Minsk Raion | 10    |